# Atlasz (titán)
Atlasz (görög betűkkel Ἄτλας) a görög mitológiában a titánok leszármazottja, az óriás, aki a vállán tartja az égboltot. Iapetosz titán és Klümené ókeanisz, azaz tengeri nimfa gyermeke, Prométheusz, Epimétheusz és Menoitiosz testvére. Ő a heszperiszek és a pleiaszok atyja, és gyakran őt tartják az elsüllyedt Atlantisz első királyának is. Részt vett a titánok lázadásában az olümposzi istenek ellen, amikor megostromolta a mennyeket. Az istenek csak nehezen tudtak győzni, így Zeusz büntetésül Atlaszt arra kárhoztatta, hogy örökké vállain tartsa az égboltot.

## Héraklész

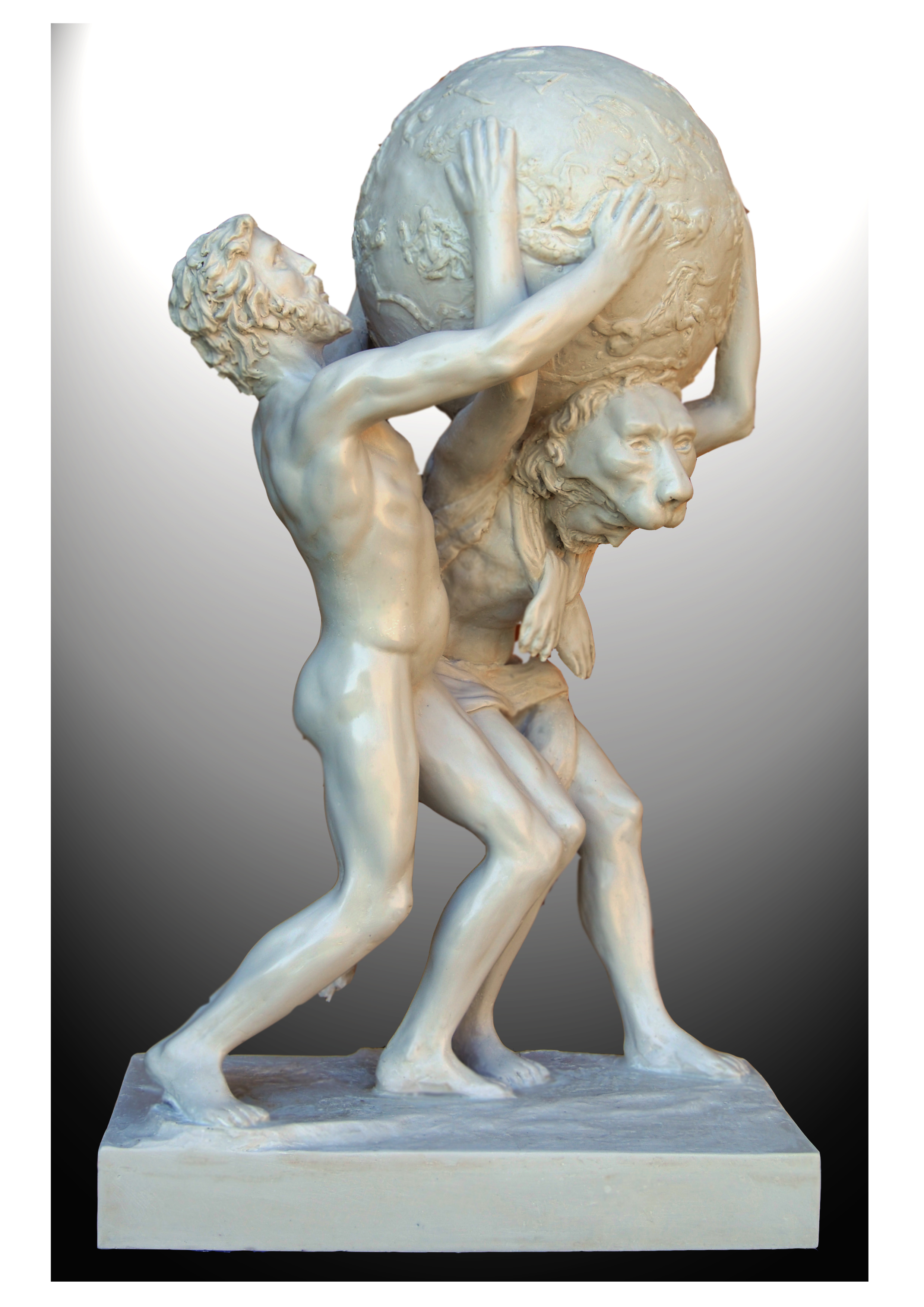
Héraklész a görög mondavilág hőse felajánlja segítségét Atlasznak

A neves óriást egyszer felkereste Héraklész is, ugyanis tizenegyedik munkája az volt, hogy megszerezze a heszperidák aranyalmáit, és arra akarta rávenni Atlaszt, hogy ezt helyette végezze el. Cserébe Héraklész felajánlotta Atlasznak, hogy tartja addig az égboltot. Atlasz kapva kapott az alkalmon, hiszen az égbolttól most végre megszabadulhatott. Az almákat elhozta Héraklésznek, aki pontosan tudta, hogy Atlasz nem fogja átvenni tőle a terhet, így azt mondta az óriásnak, hogy egy percre vegye át tőle az égboltot, mert meg kell igazítania a vállpárnát, hogy könnyebb legyen tartani azt. Atlasz átvette terhét, és akkor Héraklész elment az aranyalmákkal.

## Perszeusz
Atlasz halandóval legközelebb csak akkor találkozott, amikor Perszeusz elment hozzá, hogy segítségét kérje, de a titán nem akarta elhinni, hogy Perszeusznak sikerült legyőznie Medúszát, mire Perszeusz elővette Medusza fejét, amelynek szemei kővé dermesztették Atlaszt. Feje hatalmas, égbenyúló sziklavonulattá, hegységgé változott, amely azóta is tartja az égboltot. Ez a hegység a mai Atlasz-hegység Észak-Afrikában. Róla kapta nevét az Atlanti-óceán is.
E történet Ovidiusnál maradt fenn.